# Olivier Blondel
Pour les personnes ayant le même patronyme, voir Blondel.
Olivier Blondel est un footballeur français né le 9 juillet 1979 à Mont-Saint-Aignan. Il évolue au poste de gardien de but.

## Carrière
Au Havre AC de 1998 à 2008, il est remplaçant dans l'équipe première et dispute seulement 18 matchs en 9 saisons.
En juillet 2008, il signe avec le Toulouse Football Club, comme gardien numéro 3. C'est avec cette équipe qu'il dispute son premier match en Ligue 1 le 15 février 2009 contre Sochaux (victoire 2-1) ; il a alors 29 ans. Ses bonnes performances lui permettent de gagner une place de numéro 2 derrière Cédric Carrasso, au détriment de Sébastien Hamel. En juillet 2009, après la blessure du gardien titulaire Yohann Pelé, il assure l'intérim pour deux matchs amicaux et le début du championnat, à Monaco (défaite 0-1) puis pour la réception de Saint-Étienne (victoire 3-1). En novembre 2009, l'expulsion de Yohann Pelé dès la huitième minute lui permet d'entrer en jeu contre Marseille (match nul 1-1). Ses nombreuses parades décisives lui valent les louanges de son entraîneur Alain Casanova. Le mardi 8 décembre, il se blesse et est remplacé par le jeune Anthony Loustallot.
Le 29 mai 2010, il signe à l'ES Troyes AC, promu en Ligue 2. Il se blesse aux adducteurs, le 16 décembre 2011 au cours du derby champenois contre le Stade de Reims.
Après avoir été doublé par Yohann Thuram-Ulien, Olivier quitte l'Aube et retourne au Toulouse FC le 22 juin 2012 pour être le remplaçant d'Ali Ahamada, en concurrence avec le jeune Marc Vidal. Il prend sa retraite à la fin de la saison 2015-2016.
En juin 2021, après un an de formation au CNF Clairefontaine, il est diplômé du DESJEPS mention football. 